# Plaaz

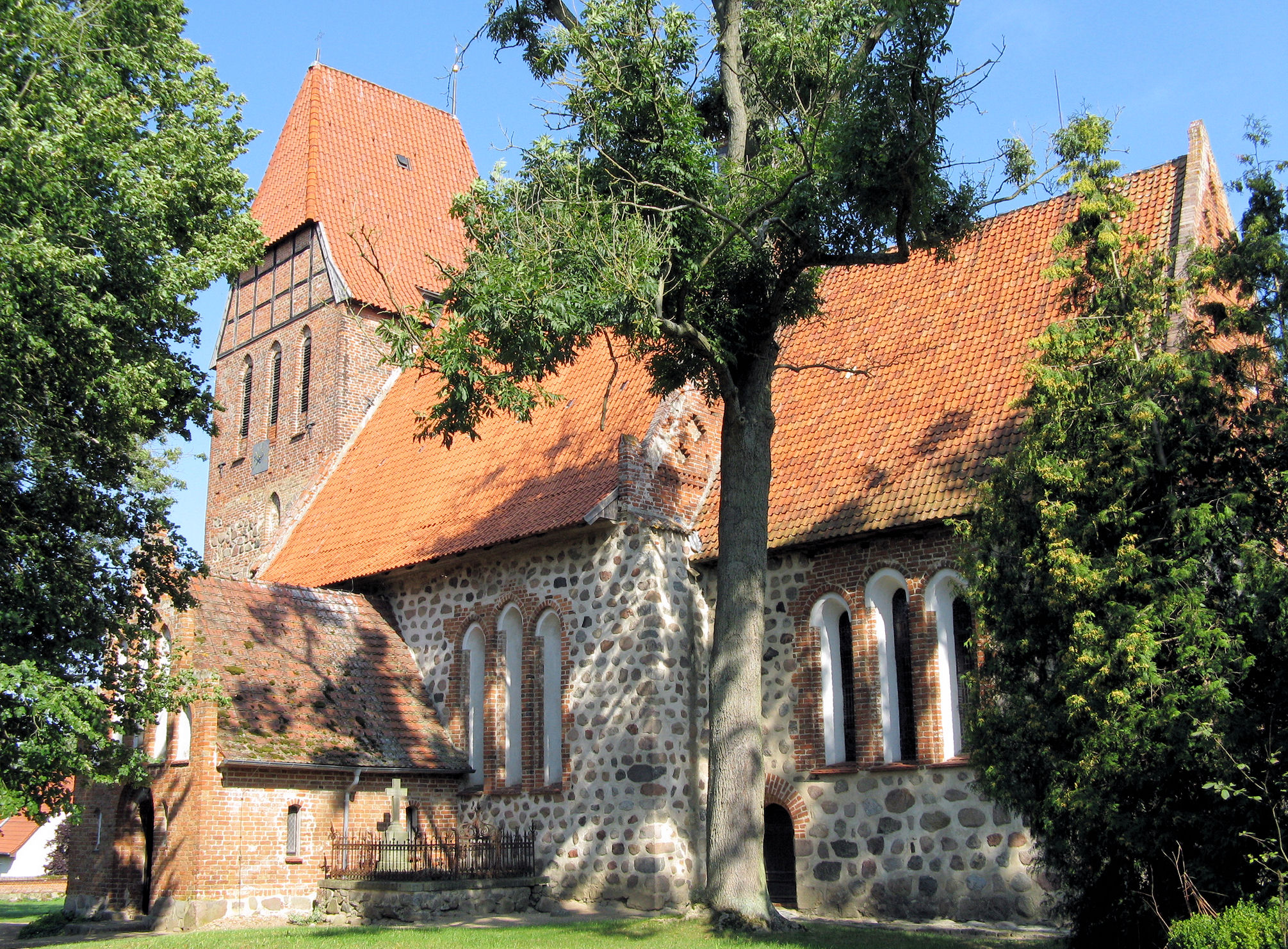
Biserica

Plaaz este o comună din landul Mecklenburg-Pomerania Inferioară, Germania.

## Geografie
Municipalitatea Plaaz, plasată, între orașele Güstrow, Laage și Teterow este situată la tranziția de la Recknitz-Urstromtal la Mecklenburg Elveția. Zona se ridică treptat spre est și ajunge la poalele de vest ale Schmooksberg, al cărui cel mai înalt punct este deja în municipiul Diekhof, peste 95 m deasupra nivelului mării.
Plaaz include districtele Mierendorf, Recknitz și Spoitgendorf, Wendorf și Zapkendorf.

## Istorie
Plaaz, loc inițial slav, apare pentru prima dată într-un document în 1281.
Castelul Spoitgendorf: aparținea familiilor din Vieregge (înainte de 1753) și Buch (1753-1945). Conacul (castelul) datează din 1893 și a fost folosit după 1945 ca reședință și restaurant.

## Obiective
Grădina gotică din satul Recknitz, ca biserică de piatră din mijlocul secolului al XIII-lea; adăugări ulterioare de cărămidă. Partea superioară a turnului a fost adăugată ca o structură de lemn.
Grand Pier între Plaaz și Diekhof
Manastirea Spoitgendorf: clădire neo-gotică, reamenajată, de 2 și 3 etaje, din cărămidă galbenă din 1893, potrivit planurilor lui Gotthilf Ludwig Möckel. Utilizare turistică actuală.

## Drum de acces
La vest de Plaaz, autostrada A19 merge de la Berlin la Rostock (intersecția Glazewitz). În cartierul Spoitgendorf din sud este Tank & Rastanlage Recknitzniederung. Prin intermediul municipiului conduce un drum de legătură de la Güstrow la B 108.
Plaaz are o stație de tren pe liniile de cale ferată Rostock-Neustrelitz și Plaaz-Güstrow. Se servește în fiecare oră, în zilele de luni până vineri, la fiecare două ore, în weekend, la trenurile S3 S-Bahn Rostock, în relația Rostock-Laage-Güstrow.

## Personalități
Paul Babendererde (1883-1959), comerciant german de cărți
Uwe Johnson (1934-1984) scriitor, a trăit după sfârșitul celui de-al doilea război mondial ceva timp în Recknitz
1. ↑  Alle politisch selbständigen Gemeinden mit ausgewählten Merkmalen am 31.12.2018 (4. Quartal) (în germană), Statistisches Bundesamt[*], arhivat din original la 10 martie 2019, accesat în 10 martie 2019